# Неможливий куб

Розглянутий під певним кутом, куб здається таким, що порушує закони геометрії.

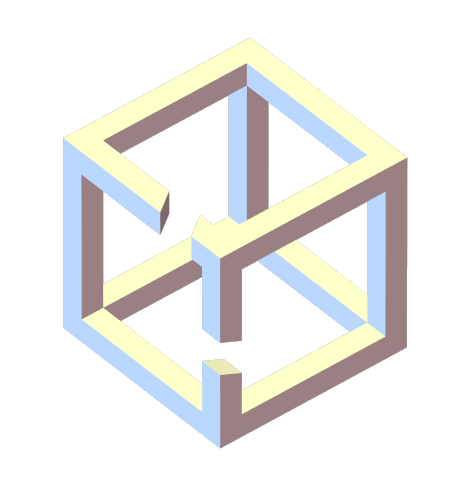
Можливий куб, який здається неможливим, якщо дивитися під певним кутом.

Неможливий куб — це Неможлива фігура, придумана Ешером для його літографії Бельведер. Це двовимірна фігура, яка зовні нагадує перспективу тривимірного кубу, несумісну з реальним кубом. На літографії Бельведер хлопчик, сидить біля основи будівлі, тримає неможливий куб. Малюнок аналогічного кубу Неккера лежить біля його ніг, в той час як сам будинок містить ті ж властивості неможливого кубу.
Неможливий куб запозичує двозначність кубу Неккера, в якому ребра намальовані у вигляді відрізків, і який можна інтерпретувати в одному з двох різних тривимірних орієнтацій.
Неможливий куб зазвичай малюється як куб Неккера, в якому ребра (відрізки) замінені удаваними цільними брусками.
В літографії Ешера верхні чотири з'єднання брусків і верхнє перетин брусків відповідають одній з двох інтерпретацій кубу Неккера, в той час як нижні чотири з'єднання і нижнє перетин відповідають іншій інтерпретації. Інші варіації неможливого куба комбінують ці властивості іншими способами. Наприклад, один з кубів на малюнку містить всі вісім з'єднань згідно з однією з інтерпретацій куба Неккера, На обидва перетину відповідають іншій інтерпретації.
Удавана цілісність брусків дає неможливого кубу велику візуальну двозначність, ніж куб Неккера, який з меншими шансами сприймається як неможливий об'єкт. Ілюзія грає на інтерпретації людським оком двовимірного малюнка як тривимірного об'єкту. Тривимірні об'єкти можуть здаватися неможливими, якщо дивитися на них під певним кутом і, або зробивши на об'єкті в потрібному місці розрізи, або при використанні зміненої перспективи, але людський досвід з прямокутними об'єктами робить неможливе сприйняття більш імовірним, ніж ілюзії в реальності.
Інші художники, включаючи Джоза Де Мея, також малювали твори з неможливим кубом .
Сфабрикована фотографія нібито неможливого куба була опублікована в червневому номері 1966 журналу Scientific American, де була названа «кліттю Фриміша». Неможливий куб був поміщений на австрійської поштової марці.